# Batayola
En náutica, la batayola (antepecho) de un buque, es una barandilla doble (batayola superior y batayola inferior) de tablón de madera (de firme o levadiza) encajada en candeleros de hierro colocados paralelamente el borde de determinadas superficies. Su principal objeto es evitar que las personas caigan de su superficie. (fr. batayole; ing. rail, wooden rail; it. battagliola).

## Etimología
La batayola también se llama antepecho, pues en los lugares donde se pone, su principal objeto es evitar que las personas caigan.

## Descripción
La batayola superior sirve de pasamanos, mientras el hueco que forma la batayola inferior y la superficie, sirve para colocar de día los coyes de la marinería y tropa.

## Historia
Antiguamente, las batayolas en vez de estar hechas de tablas se componían de unas redes o lonas sujetas por candeleros de hierro que tenían un ojo en su extremo superior por el cual se pasaba un cabo (cuerda) para asegurar la red o lona que forma o cubre los petates de la tripulación y guarnición.
Hoy día, en estos sitios solo hay una simple barra redonda de hierro encajada en tandelerós de lo mismo que sirve de barandilla.

## Tipos
| Español      | Inglés  | Observación                                                              |
| Batayola de  | Rail    | Observación                                                              |
| ------------ | ------- | ------------------------------------------------------------------------ |
| Brazal       | Main    | La del Brazal principal (brazal superior)                                |
| Popa de Cofa | Top     |                                                                          |
| Cara de Proa | Breast  |                                                                          |
| Alcázar      | Quarter |                                                                          |
| Coronamiento | Fife    | No se debe confundir con el Propao que también se traduce como Fife rail |